# إعلان اعتلاء تشارلز الثالث العرش
أصبح تشارلز الثالث ملكًا على المملكة المتحدة و14 دولة أخرى من دول الكومنولث عند وفاة والدته، إليزابيث الثانية، في 8 من شهر سبتمبر من عام 2022. ويحدث تولي العرش الملكي في دول الكومنولث مباشرة عند وفاة الملك الحاكم. حدث الإعلان الرسمي في بريطانيا في 10 سبتمبر 2022 عند الساعة العاشرة حسب التوقيت الصيفي البريطاني، وهو اليوم ذاته الذي اجتمع فيه مجلس اعتلاء العرش في قصر سانت جايمس في لندن. أصدرت الدول الأخرى، بما في ذلك المقاطعات الكندية وجميع الولايات الأسترالية، إعلاناتها في وقت يرتبط بمنطقتها الزمنية، في أعقاب اجتماعات المجالس الخاصة بهذا الشأن أو المجالس التنفيذية. وفي حين أن خط التعاقب يتطابق في جميع دول الكومنولث، فإن اللقب الملكي كما يعلن عنه ليس ذاته.

## المملكة المتحدة
حدث الإعلان في 10 سبتمبر 2022 عند الساعة العاشرة حسب التوقيت الصيفي البريطاني في قصر سانت جايمس في لندن. وعلى الرغم من أن أعضاء المجلس الخاص للمملكة المتحدة البالغ عددهم 700 عضو كانوا مؤهلين لحضور جلسة مجلس الاعتلاء، لم تصل دعوى سوى إلى 200 منهم بسبب قيود تتعلق بالمساحة.
ونظرًا إلى وجود الملك، طلب اللورد رئيس المجلس من موظف المجلس قراءة إعلان تولي العرش، الذي بالإضافة إلى إعلانه تولي العرش وتقديم الولاء، فقد أعلن رسميًا الاسم الملكي الجديد للملك: تشارلز الثالث. وقع الإعلان من قبل الملكة كاميلا، الملكة القرينة الجديدة، والأمير ويليام أمير ويلز، وجستين ويلبي أسقف كانتربيري وبراندون ليويس مستشار اللورد، وستيفن كوتريل أسقف يورك ودوق نورفولك والمارشال الإيرل، وبيني مورداونت الرئيس اللورد وليز تروس، التي كانت في تلك الآونة رئيسة الوزراء. ومن ثم قرأ الرئيس اللورد أوامر المجلس حول قضايا تتعلق بالإعلانات العامة ومن ثم أطلقت طلقات مدفعية ترحيبية في هايد بارك وبرج لندن.
ومن ثم دعي المجلس الخاص للمملكة المتحدة للالتحاق بالملك في الجزء الثاني من المجلس، حيث ألقى خطابًا شخصيًا يتعلق بوفاة الملكة. وأدى القسم بالحفاظ على استقلال كنيسة اسكتلندا، والذي أكد عبر توقيع وثيقتين، وكانت الملكة القرينة وأمير ويلز شاهدين على التوقيع. عند ختام الحفل، وقع مستشارو المجلس على الإعلان. وانتشرت على الإنترنت على نحو واسع حادثة بسيطة خلال التوقيع، أبدى خلالها الملك إحباطًا واضحًا من وجود عدة أشياء على طاولته الصغيرة.
كان مجلس اعتلاء تشارلز الثالث للعرش أول مجلس يعرض على التلفاز والأول الذي يبث على شبكة الإنترنت. عند نحو الساعة الحادية عشرة، أشارت 21 ضربة مدفع ترحيبية في برج لندن وقلعة كارديف قلعة إدنبره وقلعة كورنت في غويرنسي وجبل طارق والقواعد والمراكز البحرية إلى اعتلاء تشارلز الثالث للعرش. بعد حفل الإعلان، رحب الملك بالجموع خارج قصر باكنغهام.
وعند اجتماع برلمان المملكة المتحدة، أقسم الأعضاء بالولاء للملك الجديد وقدموا تعازيهم لوفاة الملكة الراحلة. علقت معظم الأنشطة البرلمانية لمدة 10 أيام. وعند الساعة الثالثة والنصف، استضاف الملك رئيس الوزراء ومجلس الوزراء في جلسة استماع. في اليوم نفسه، صدر إعلان تولي العرش من قبل الحكومات المفوضة لإسكتلندا وويلز وإيرلندا الشمالية.

### نص الإعلان
قرئ النص التالي، الذي نشر كملحق في صحيفة ذا لندن غازيتا في 12 من شهر سبتمبر، من قبل موظف مجلس اعتلاء العرش ريتشارد تيلبروك:
نظرًا إلى أنه كان يرضي الرب العظيم أن يدعو إلى رحمته ملكتنا صاحبة السيادة الراحلة إليزابيث الثانية، صاحبة الذكرى المباركة والمجيدة، والتي بوفاتها وصل تاج المملكة المتحدة لبريطانيا العظمى وإيرلندا الشمالية شرعًا وحقًا إلى صاحب الجلالة الأمير تشارلز فيليب آرثر جورج:
لذلك، فإننا نحن اللوردات الروحيين والدنيويين لهذه المملكة وأعضاء مجلس العموم، وكذلك الأعضاء الآخرين التابعين لمجلس وصاية العرش لصاحبة الجلالة وممثلي والمناطق والأقاليم الأخرى وألديرمان ومواطنو لندن وغيرهم نعلن الآن بصوت واحد وبالقلب واللسان بأن الأمير تشارلز فيليب آرثر جورج أضحى الآن شرعًا وقانونًا، بعد وفاة صاحبة الجلالة والذكرى السعيدة، الملك تشارلز الثالث بنعمة الله، وسيكون ملكًا للملكة المتحدة وإيرلندا الشمالية وويلز والمناطق والأقاليم الأخرى ورئيسًا للكومنولث ومدافعًا عن الإيمان والذي نقر له بكل إيمان وطاعة ومحبة متواضعة راجين الله الذي بفضله يحكم الملوك والملكات أن ينعم على جلالته بسنوات مديدة وسعيدة من العمر ليكون حاكمًا لنا.
حرر في قصر سانت جيمس في العاشر من سبتمبر في عام ربنا 2022.

فليحفظ الرب الملك
قرئ الإعلان من قبل ملك السلاح ديفيد وايت عند الساعة الحادية عشرة من قاعة الإعلان في بلاط فرايري في قصر سانت جيمس، ومن ثم قرئ من قبل ملك سلاح كلارينسو تيموثي ديوك في الرويال إكستشينج في مدينة لندن. رفعت الأعلام عند الساعة الحادية عشرة يوم السبت أثناء قراءة الإعلان قبل أن تنكس من جديد حتى يوم جنازة الملكة. أقيمت عدة قداديس في أنحاء المملكة المتحدة في اليوم نفسه واليوم التالي قرئ خلالها الإعلان من قبل موظفين محليين. 
كما كانت الحال في الإعلانات السابقة، قبل الصيحات الثلاث التقليدية كان حفل الإعلان في المناطق المحيطة ببرج لندن متبوعًا بالرد التالي من قبل فريق حراس بعد قراءة الإعلان من قبل الحاكم المقيم لبرج لندن وحارس منزل الجواهر، في تجربة للتحيات التي ستهتف للملك منذ تلك اللحظة في حفل مفاتيح البرج المعتاد.
الحارس الرئيسي: «فليحفظ الرب الملك تشارلز الثالث»
الحراس: «آمين».